# Sniffin' Glue
Sniffin' Glue  (And Other Rock 'n' Roll Habits) est un fanzine anglais fondé par Mark Perry en juillet 1976. Pionnier de la culture punk, ce magazine n'a duré qu'une année environ. 

## Sens du nom
Le nom de « Sniffin' Glue » (littéralement « Sniffer de la colle »)  est directement inspiré du titre d'une chanson de The Ramones, Now I Wanna Sniff Some Glue., publiée sur l'album éponyme.

## Histoire
Bien qu'initialement, 50 exemplaires seulement soient éditées, le succès du fanzine fait monter le nombre de copies à environ 15 000. C'est le premier fanzine à parler de la nouvelle scène punk londonienne avant même que les groupes n'aient sortis leurs premiers disques. Le succès du fanzine est tel que Paul Weller, rendu furieux par une chronique défavorable à son groupe, brûlera le numéro de Sniffin' Glue incriminé sur la scène du Marquee, lors d'un concert des Jam !
Craignant de se faire absorber par la presse musicale principale, Perry cesse la publication un an après le lancement de son fanzine. Néanmoins, dans son dernier numéro, Mark Perry pousse ses lecteurs à suivre sa voie en créant leurs propres fanzines punks. 
À l'époque, NME considère Sniffin' Glue comme « le morceau de presse le plus déplaisant, le plus en bonne santé et le plus bizarre dans l'histoire des habitudes du rock-and-roll ». 
La dernière édition a été accompagnée d'un disque flexi d'Alternative TV, le groupe de Perry.
Le fanzine est devenu la véritable chronique des premiers jours du punk britannique aussi bien qu'un pionnier de l'éthique punk du Do it yourself. 
En 2000, Mark Perry publie Sniffin' Glue: The Essential Punk Accessory, un recueil de tous les numéros du fanzine agrémenté de nouveaux articles écrits par ses soins.

## Compléments